# Eddie geht aufs Ganze
Eddie geht aufs Ganze (Originaltitel: Comment qu'elle est?) ist ein französischer Kriminalfilm aus dem Jahr 1960 nach dem Roman I’ll Say She Does! von Peter Cheyney. Der Film ist der fünfte Auftritt Eddie Constantines als Lemmy Caution. Der französische Kinostart war am 21. September 1960, in die westdeutschen Kinos kam der Film am 22. Juli 1960.

## Handlung
FBI-Agent Lemmy Caution wird von seinem Vorgesetzten nach Paris geschickt. Der Agent Charlie Ribban kommt in dem Fall,  den Spion Varley zu entlarven, nicht weiter. Unter einem Vorwand lässt sich Lemmy verhaften und gelangt durch den Vertrauensmann André Demur zum französischen Geheimdienst. Der Chef, General Rupert, empfängt Lemmy mit Argwohn, besonders,  als er von dem Agenten Ribban hört, von dessen Existenz er bisher nichts wusste.
Lemmy startet seine Ermittlungen in einer Kunstgalerie, in der Charlie zur Tarnung arbeitet. Er verabredet sich mit seinem Kollegen für später. Mit der Inhaberin Isabella verabredet er sich vorher zum Abendessen. In seinem Hotel wartet bereits ein alter Freund, der Privatdetektiv Dombie, er bietet Lemmy seine Unterstützung an. Lemmy bittet ihn, während des Essens mit Isabella, auf ihn zu warten, um dann  anschließend gemeinsam Charlie aufzusuchen. Isabella füllt Lemmy ab, sturzbetrunken fährt dieser mit Dombie in Charlies Wohnung. Dort finden sie den Agenten ermordet vor einem Bücherregal. Lemmy vermutet eine wichtige Information in den Büchern.
General Rupert ist außer sich und gibt Lemmy die Schuld an dem Todesfall. Lemmy verdächtigt die Sekretärin Danielle, sie hätte als einzige die Möglichkeit gehabt,  die Gespräche mitzuhören. Demur widerspricht dem FBI-Agenten, da Danielle während aller Unterredungen gut hörbar an der Schreibmaschine gearbeitet habe. Bei der Durchsuchung ihrer Wohnung durch Lemmy und den Agenten Philippe Mayne finden die beiden ein Tonbandgerät mit Schreibmaschinengeräuschen. Dies bestätigt Lemmys Verdacht. Bei der Befragung des Nachtclubbesitzers Girotti, dem Freund Danielles,  erfahren Tommy und Lemmy von einer Villa, dem eigentlichen Wohnort Danielles. Die beiden beschließen auch diesen Ort zu untersuchen. Sie finden aber Danielle erstochen vor. Lemmy konfrontiert Girotti mit dem Tode seiner Freundin, dieser bekommt von seinem Buchhalter jedoch ein Alibi.
In der Zwischenzeit findet Dombie in Ribbans Büchern den Hinweis auf einen Farbcode. Lemmy konfrontiert Isabella mit dem Wissen über den geheimen Code in den Bildern und macht ihr den Vorschlag, Varley im Gegenzug für ihre Freiheit auszuliefern. Um Varley endgültig zu entlarven und auf frischer Tat zu ertappen, bezieht er die Nichte des Generals ein. Diese soll als Spionin getarnt, Varley eine geheime Information anbieten. Lemmy lässt sich von Girotti gefangen nehmen, um ihm die Information über eine Spionin, welche die Formel für einen neuartigen Raketentreibstoff zu verkaufen hat, zukommen zu lassen. Während Girotti sich mit der vermeintlichen Spionin trifft, gelingt Lemmy die Flucht. Als er den vorher verabredeten Treffpunkt erreicht,  haben Demur und Mayne Girotti bereits erschossen. Gegenüber der angeblichen Spionin geben sie zu, beide zusammen als Varley aufzutreten. Der eingetroffene Lemmy kann die beiden Gauner überrumpeln.

## Rezeption
Das Lexikon des internationalen Films beschreibt den Film als „Naßforsche Serienunterhaltung nach bekannten Mustern“.

## Synchronisation
| Darsteller        | Synchronsprecher    | Rolle               |
| ----------------- | ------------------- | ------------------- |
| Eddie Constantine | Arno Assmann        | Lemmy Caution       |
| Renaud Mary       | Harald Wolff        | André Demur         |
| Billy Kearns      | K.E. Ludwig         | Charlie Ribban      |
| Colin Drake       | Klaus W. Krause     | General Flash       |
| André Luguet      | Wolfgang Eichberger | General Rupert      |
| Françoise Prevost | Eleonore Noelle     | Isabella Speranza   |
| Jacques Seiler    | Leo Bardischewski   | Kommissar           |
| Jean Landier      | Eberhard Mondry     | Leo, Barkeeper      |
| Gérrard Darrieu   | Thomas Braut        | Paolo               |
| Alfred Adam       | Wolf Ackva          | Pascal Girotti      |
| Charles Marosi    | Kurt Zips           | Girottis Buchhalter |
| Nicolas Vogel     | Helmo Kindermann    | Philippe Mayne      |